# Włochy w czasie II wojny światowej
Udział Włoch w II wojnie światowej rozpoczął się 10 czerwca 1940 roku, początkowo w charakterze sojusznika III Rzeszy. Głównym obszarem zaangażowania militarnego Włoch były rejon Morza Śródziemnego, Bałkany oraz Afryka Północna i Wschodnia. Poza tym oddziały włoskie brały udział w agresji na Francję, bitwie o Anglię, bitwie o Atlantyk i walkach na froncie wschodnim. Porażki doprowadziły w ostatnich dniach lipca 1943 roku do odsunięcia od władzy Benita Mussoliniego i zawarcia 3 września zawieszenia broni z aliantami, ogłoszonego oficjalnie 8 września 1943 roku. Spowodowało to okupację kraju przez wojska niemieckie i powstanie na północy Włoch Włoskiej Republiki Socjalnej z Benitem Mussolinim na czele. 13 października 1943 roku nowy rząd Królestwa Włoch, kierowany przez marszałka Pietra Badoglio, wypowiedział wojnę III Rzeszy i Japonii stając się w ten sposób członkiem koalicji antyfaszystowskiej. Ostatnie walki na froncie włoskim toczyły się do 2 maja 1945 roku.

## Sytuacja Włoch przed i na początku II wojny światowej

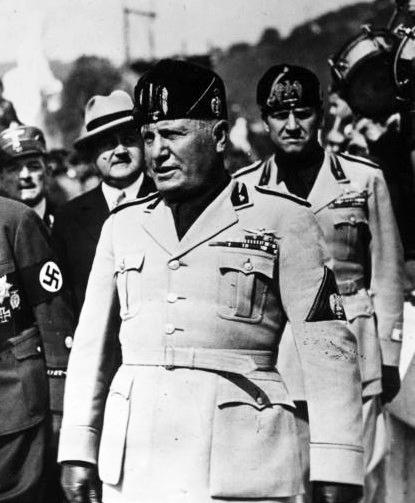
Benito Mussolini. Zdjęcie wykonano w 1938 roku

Od 1922 roku Włochy rządzone były przez faszystowski rząd Benita Mussoliniego, który zdobył władzę w zamachu stanu, tzw. marszu na Rzym. Zachowując początkowo pozory demokracji parlamentarnej, dążył jednak do wprowadzanej stopniowo dyktatury. Do 1926 roku Mussolini otrzymał niemal nieograniczoną władzę, przyjmując tytuł Duce (wł.: wódz). W polityce zagranicznej faszystowskie Włochy dążyły do supremacji na obszarze śródziemnomorskim oraz pozyskania kolonii w Afryce. W połowie lat 30. wyraźne stało się dążenie Włoch do powiększenia swych posiadłości w Afryce Wschodniej. Ich prowokacje na granicy etiopskiej doprowadziły do wybuchu w 1935 roku wojny włosko-abisyńskiej. Po jej zwycięskim zakończeniu wszystkie włoskie posiadłości w tym regionie świata zostały scalone w kolonię pod nazwą Włoska Afryka Wschodnia, a jej gubernatorem, z tytułem wicekróla, został marszałek Rodolfo Graziani.
Rozpoczęcie zbrojnej agresji na Etiopię spotkało się z uznaniem Włoch za agresora i wprowadzeniem przez Ligę Narodów sankcji ekonomicznych, które jednakże okazały się nieskuteczne a spowodowały zbliżenie pomiędzy Włochami a III Rzeszą Adolfa Hitlera. Kolejnym polem zbrojnego zaangażowania Włoch stała się hiszpańska wojna domowa. Mussolini od samego początku udzielał pomocy generałowi Franco, włoskie samoloty wchodziły w skład mostu powietrznego, którym oddziały frankistowskie zostały przerzucone z Maroka Hiszpańskiego do metropolii. Później w walkach po stronie gen. Franco brały udział oddziały Corpo Truppe Volontarie i lotnictwo zgrupowane w Aviazione Legionaria, niebagatelna była również pomoc materiałowa ze strony Włoch. Łącznie w wojnie domowej w Hiszpanii uczestniczyło w latach 1936–1939 około 300 000 żołnierzy włoskich, zaś wydatki na ten cel sięgnęły 7 mld lirów.
23 października 1936 roku minister spraw zagranicznych Włoch, zięć Duce, hrabia Galeazzo Ciano, podpisał w Berlinie szereg umów regulujących wspólną politykę obu państw. W kilka dni później Mussolini nazwał to przymierze osią. W listopadzie 1937 roku Włochy przystąpiły do paktu antykominternowskiego, zaś w następnym miesiącu wystąpiły z Ligi Narodów. W 1938 roku Włochy nie oponowały przeciwko Anschlussowi Austrii (w odpowiedzi Hitler zapewnił Mussoliniego, że nigdy mu tego nie zapomni). W dniach od 3 do 8 maja 1938 roku Adolf Hitler odbył uroczystą wizytę we Włoszech i został przyjęty przez króla Wiktora Emanuela III.
Pod wrażeniem kolejnych sukcesów terytorialnych III Rzeszy (układ monachijski i późniejsze powstanie Protektoratu Czech i Moraw) Mussolini zdecydował o inwazji na Albanię. Przy ogromnej dysproporcji sił zajęcie uzależnionego od subsydiów włoskich kraju trwało kilka dni: atak rozpoczął się 7 kwietnia 1939 roku, już następnego dnia zajęta została Tirana, zaś 12 kwietnia marionetkowe zgromadzenie notablów zdecydowało o detronizacji króla Zogu I, który udał się na emigrację i powołaniu na jego miejsce Wiktora Emanuela III. Reakcja międzynarodowa sprowadziła się do potępienia kolejnej agresji oraz jednostronnego udzielenia gwarancji bezpieczeństwa Grecji i Rumunii przez premierów Francji i Wielkiej Brytanii.
Nadal kontynuowana była polityka ścisłych związków z III Rzeszą. 22 maja 1939 roku minister Ciano i jego niemiecki odpowiednik Joachim von Ribbentrop podpisali w Berlinie tzw. pakt stalowy, układ zobowiązujący oba państwa do wzajemnej pomocy na wypadek znalezienia się jednego z nich w stanie wojny. Wobec zupełnego nieprzygotowania Włoch do prowadzenia działań zbrojnych stawiał on je w niekorzystnej sytuacji. Wobec tego już 30 maja Mussolini wystosował do Hitlera memorandum, w którym podkreślał, że jego kraj będzie zdolny do wojny nie wcześniej niż za trzy lata. Niemcy jednak, przewidując dla Włoch rolę czynnika wiążącego siły państw zachodnich na obszarze śródziemnomorskim, dążyli do wojny z Polską. Całkowicie zaskakując sojusznika przygotowali i podpisali pakt ze Związkiem Radzieckim.

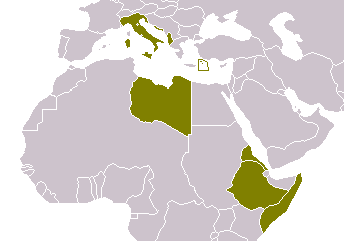
Włochy i ich posiadłości w 1940 roku

Po agresji Niemiec na Polskę 1 września 1939 roku, Mussolini próbował początkowo prowadzić mediację pomiędzy III Rzeszą a Francją i Wielką Brytanią, proponując utrzymanie pokoju kosztem ustępstw wobec Niemiec. Po fiasku tej inicjatywy zdecydował się zająć pozycję strony nie biorącej udziału w wojnie. Tymczasem Niemcy odnosili same sukcesy: po upadku Polski zajęte zostały Dania i Norwegia, a 10 maja 1940 roku zaatakowana Francja. Po załamaniu się frontu i ewakuacji Brytyjskiego Korpusu Ekspedycyjnego z Dunkierki (operacja Dynamo) Mussolini postanowił przystąpić do działań, aby osiągnąć jak najwięcej korzyści z upadku Francji. 10 czerwca 1940 roku, przemawiając z balkonu Palazzo Venezia w Rzymie, Mussolini ogłosił, że Włochy wypowiedziały wojnę Francji i Wielkiej Brytanii.

## Włączenie się do wojny
Włosi skoncentrowali na granicy dwie armie, tworzące Grupę Armii Zachód, dowodzoną przez księcia Umberta di Savoia (późniejszego króla Humberta II). Obrona francuska opierała się na fortyfikacjach stałych obsadzonych żołnierzami Armii Alpejskiej. Pierwsze działania miały charakter starć niewielkich patroli, dopiero 16 czerwca Włosi podjęli próbę ofensywy na większą skalę w rejonie Briançon, ale zostali odrzuceni. Główne uderzenie wyprowadzili Włosi w dniach 20 i 21 czerwca, prowadząc je wzdłuż szlaków komunikacyjnych w stronę Sabaudii, Delfinatu i Prowansji. Pomimo zdecydowanej przewagi liczebnej wojsk włoskich, nie osiągnęli oni znaczących sukcesów. Podstawową przyczyną było słabsze uzbrojenie i nieprzygotowanie dużej części wojsk do walki w górach. Francuski przeciwnik dysponował silną artylerią, zaś oddziały alpejskie tworzyli mieszkańcy okolicznych miejscowości, doskonale znający teren i warunki, oraz zmotywowani koniecznością obrony stron rodzinnych.
Do chwili wejścia w życie zawieszenia broni Włosi posunęli się na niektórych odcinkach zaledwie od pięciu do dziesięciu kilometrów w głąb terytorium francuskiego i zostali związani w walkach pozycyjnych na umocnieniach Małej Linii Maginota. Na mocy układu rozejmowego Włochy uzyskały niewielkie koncesje terytorialne na południu Francji. Straty włoskie wyniosły 631 zabitych, 2361 rannych i 600 zaginionych żołnierzy. Do tego należy wymienić około 2000 przypadków ciężkich odmrożeń.
27 września 1940 roku w Berlinie podpisany został pakt trzech, rozszerzający ustalenia paktu stalowego na Japonię i ustalający podział stref wpływów sygnatariuszy. Włochom przyznana została strefa śródziemnomorska, obejmująca także posiadłości w Afryce.

## Wojna w Afryce

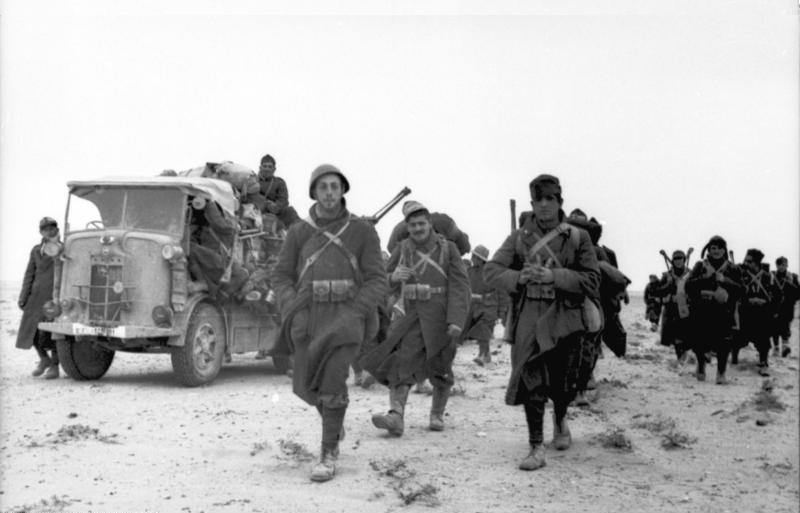
Włoscy żołnierze w Afryce Północnej

Pierwsze brytyjsko-włoskie starcia w Afryce Północnej miały miejsce już nazajutrz po wypowiedzeniu wojny, gdy patrole brytyjskie przeniknęły z Egiptu do Cyrenajki. 14 czerwca zajęte zostały włoskie forty Capuzzo i Maddalena, kolejne ataki Brytyjczyków spowodowały wycofanie się wojsk włoskich w głąb Libii i oddanie znacznej części terytorium. 28 czerwca 1940 roku głównodowodzący wojsk włoskich w Libii, marszałek Italo Balbo, zginął w samolocie zestrzelonym omyłkowo przez własną artylerię przeciwlotniczą, a jego stanowisko objął marszałek Rodolfo Graziani.
W Afryce Wschodniej pierwsze działania przeprowadziło lotnictwo. Samoloty Royal Air Force i South African Air Force (Związek Południowej Afryki wypowiedział Włochom wojnę 11 czerwca 1940 roku), startujące z lotnisk w Kenii i Sudanie bombardowały pozycje w posiadłościach włoskich. Korzystając z upadku Francji, wojska włoskie zajęły francuskie kolonie w tej części kontynentu, z ważnym portem w Dżibuti. 4 lipca 1940 roku włoska armia dowodzona przez księcia Amadeo d’Aostę zaatakowała Somali Brytyjskie, zajęte ostatecznie w połowie sierpnia za cenę 2029 zabitych, rannych i zaginionych, głównie w szeregach wojsk tubylczych, tzw. askarysów.
6 listopada 1940 roku armia brytyjska rozpoczęła kontrofensywę (pierwszą od rozpoczęcia wojny, po serii odwrotów), mającą na celu odzyskanie utraconych ziem. Na skutek złego współdziałania wojsk i błędów w planowaniu atak na pozycje włoskie zakończył się klęską. Dopiero kolejna ofensywa, przeprowadzona na początku 1941 roku siłami wzmocnionymi wojskiem przerzuconym z Afryki Północnej i we współdziałaniu z partyzantami etiopskimi doprowadziły do kapitulacji armii księcia d’Aosty w maju 1941 roku i powrotu do Etiopii cesarza Haile Selassie. W kwietniu samozatopieniu uległy okręty bazującej w Massawie Włoskiej Flotylli Morza Czerwonego. Ostatnie oddziały włoskie w Afryce Wschodniej broniły się w Gonderze do 27 listopada 1941 roku.
Ofensywa włoska w Afryce Północnej, zmierzająca do odzyskania utraconych pozycji i zdobycia Egiptu, rozpoczęła się 13 września 1940 roku. Po zajęciu Sidi Barrani wojska marszałka Grazianiego przeszły do działań pozycyjnych, a w grudniu zostały odrzucone do Libii w wyniku śmiałej kontrofensywy brytyjskiej pod kryptonimem operacja Compass. Na początku 1941 roku Włosi utracili Cyrenajkę wraz z Bardią, Tobrukiem i Bengazi. W lutym do Afryki przybyły pierwsze oddziały niemieckiego Afrika Korps, wspomagając wojska włoskie na froncie w ramach operacji Sonnenblume, a od końca marca rozpoczynając oblężenie Tobruku. Zakończyło się ono w wyniku kolejnej ofensywy brytyjskiej (operacja Crusader) w listopadzie 1941 roku.
W styczniu 1942 roku kontratak połączonych sił niemiecko-włoskich odrzucił wojska alianckie o około 500 km na linię El Ghazala znajdującą się na zachód od Tobruku. Po okresie walk pozycyjnych wojska Osi zaatakowały 26 maja 1942 roku. Po zwycięstwie w bitwie pod Gazalą i zdobyciu Tobruku ruszyły na wschód, w stronę Egiptu. W lipcu zostały zatrzymane w pierwszej bitwie pod El Alamein, zaś na przełomie października i listopada zmuszone do odwrotu w wyniku drugiej bitwy pod El Alamein. Niemal równocześnie, 8 listopada, w Algierii i Maroku wylądowały wojska amerykańskie (Włochy wypowiedziały wojnę Stanom Zjednoczonym 11 grudnia 1941 roku), atakując w kierunku Tunezji. Połączone wojska brytyjsko-amerykańsko-francuskie uderzyły na Tunis i po przełamaniu w marcu 1943 roku linii Mareth doprowadziły do zwycięstwa aliantów w Afryce. Włoska 1 Armia skapitulowała 13 maja 1943 roku.

## Wojna na Bałkanach

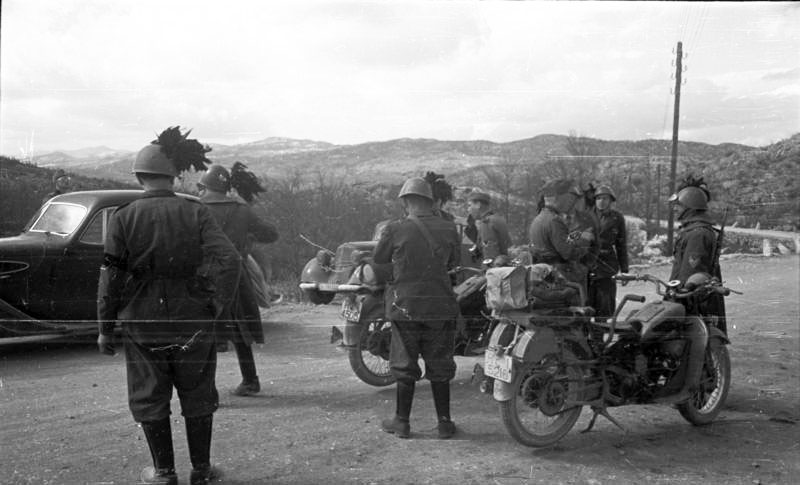
Włoscy żołnierze podczas inwazji na Jugosławię

Dążąc do powiększenia stanu posiadania na Bałkanach Benito Mussolini natychmiast po rozejmie z Francją zaczął planować agresję na Jugosławię i Grecję. Ostatecznie, wobec zdecydowanie negatywnej postawy III Rzeszy wobec włoskich zamierzeń, podjęto decyzję o ataku jedynie na Grecję. Przygotowywany na sierpień 1940 roku atak został jednak odroczony, po części z powodu skierowania środków na front w Afryce Północnej, częściowo w związku z ostrożną postawą dyplomacji greckiej, która nie dała się sprowokować. Ostatecznie, po ustabilizowaniu się sytuacji w Afryce, Mussolini powrócił do swych planów odnośnie do Bałkanów. Nie bez wpływu na tę decyzję były: korzystanie przez brytyjskie okręty z greckich portów i wód terytorialnych oraz przeprowadzona przez Niemcy 12 października operacja zajęcia rumuńskich pól roponośnych. 28 października 1940 roku, po odrzuceniu przez rząd grecki żądania zezwolenia na okupację wybranych części kraju, rozpoczęła się wojna grecko-włoska. W dniu ataku Włosi dysponowali w Albanii ośmioma dywizjami, w tym jedną pancerną.
Źle przygotowana ofensywa włoska utknęła w trudnym, wysokogórskim terenie, bronionym przez słabszą, ale zdeterminowaną armię grecką. Niewiele pomógł rozkaz Mussoliniego z 1 listopada 1940 roku, dający frontowi bałkańskiemu priorytet dostaw zaopatrzenia i uzupełnień przed wojskami walczącymi w Afryce Północnej. Korzystając z neutralności Bułgarii i zabezpieczenia wybrzeży przez Royal Navy, Grecy przeszli w połowie listopada do kontrataku i odrzucili Włochów do Albanii, po czym front ustabilizował się na okres zimy. Obie strony przygotowywały się do kampanii wiosennej. Jako pierwsi, 28 lutego 1941 roku, uderzyli Grecy, ale tym razem nie osiągnęli znaczących sukcesów. Z kolei 9 marca ofensywę rozpoczęły wojska włoskie, ale i ten atak nie przyniósł rozstrzygnięcia, pomimo obecności na froncie samego Duce. Front ustabilizował się pod koniec marca, ale dla Greków oznaczało to związanie większości sił w Albanii, w obliczu planowanego ataku niemieckiego z terytorium Bułgarii.

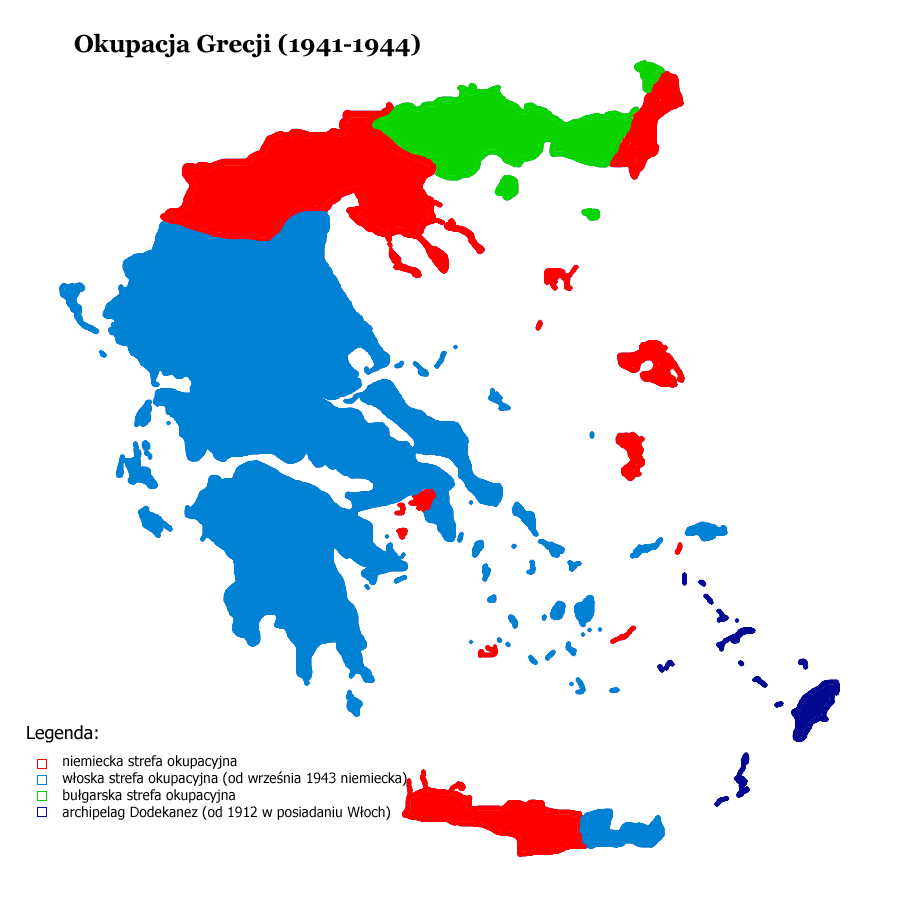
Okupacja Grecji przez państwa Osi: na niebiesko zaznaczono obszary okupowane przez Włochy, na czerwono przez Niemcy, na zielono przez Bułgarię

Wobec trudności napotkanych przez wojska włoskie przy próbie podboju Grecji, Hitler zdecydował się wspomóc sojuszników własną armią. Datę ataku wyznaczono na 1 kwietnia 1941 roku, ale w związku z przewrotem wojskowym w Jugosławii w nocy z 26 na 27 marca i praktycznym wystąpieniem tego państwa z koalicji faszystowskiej, musiano zmienić plany. Ostatecznie atak, tym razem na Grecję i Jugosławię, rozpoczął się 6 kwietnia nad ranem. Ze strony włoskiej, oprócz wojsk toczących walki na froncie albańskim, wzięła w nich udział 2. Armia, stacjonująca w Istrii.
7 kwietnia wojska jugosłowiańskie i greckie przeprowadziły w Albanii ofensywę, która jednak załamała się w ogniu dobrze przygotowanej obrony włoskiej. Skuteczne działania wojsk niemieckich, które doprowadziły do kapitulacji Jugosławii 17 kwietnia, spowodowały odwrót wojsk greckich. Za nimi postępowali Włosi wspomagani przez lotnictwo. Dowództwo armii greckiej zdecydowało się skapitulować przed Niemcami. Odpowiedni akt podpisany został 20 kwietnia, ale po ostrym proteście Mussoliniego, który zażądał kapitulacji również przed Włochami, ostateczna kapitulacja Grecji nastąpiła 23 kwietnia 1941 roku. W czasie od października 1940 roku do kwietnia 1941 roku wojska włoskie straciły na Bałkanach 13 755 zabitych, 63 245 rannych (w tym 12 370 z odmrożeniami) i 25 067 zaginionych.
Po zakończonej kampanii zwycięskie kraje podzieliły podbite tereny pomiędzy siebie. Włochom przypadły w udziale część Słowenii, Dalmację i część Grecji kontynentalnej oraz wyspy greckie, zaś Czarnogóra stała się protektoratem. Już wkrótce tereny te stały się obszarem działania ruchów partyzanckich.

## Morze Śródziemne
Zdobycie panowania nad obszarem Morza Śródziemnego było ważnym elementem doktryny Mussoliniego. Jednak, z uwagi na niewystarczające siły, sztab włoskiej marynarki wojennej (Regia Marina) uznał, że podstawową rolą, jaką powinna ona spełniać w wojnie z Francją i Wielką Brytanią, będzie ochrona własnych linii komunikacyjnych pomiędzy metropolią a posiadłościami kolonialnymi w Afryce Północnej i na wyspach Morza Egejskiego, a w drugiej kolejności atakowanie nieprzyjacielskiej żeglugi.
Pierwsze walki na Morzu Śródziemnym miały miejsce już 11 czerwca 1940 roku, kiedy brytyjskie okręty zbombardowały Tobruk. Następnego dnia włoski okręt podwodny „Bagnolini” storpedował i zatopił na południe od Krety brytyjski lekki krążownik HMS „Calypso”. Pierwszym starciem ciężkich okrętów obu flot była nierozstrzygnięta bitwa koło przylądka Stilo 9 lipca 1940 roku. Najważniejszą akcją początkowego okresu wojny na Morzu Śródziemnym był atak na Tarent w nocy z 11 na 12 listopada 1940 roku, kiedy brytyjskie lotnictwo pokładowe wyłączyło z akcji trzy włoskie pancerniki, w tym jeden bezpowrotnie.
Ostrożna taktyka dowództwa włoskiego pozwoliła Brytyjczykom przejąć inicjatywę. 9 lutego okręty eskadry gibraltarskiej zbombardowały Genuę, zaś w dniach 28 i 29 maja 1941 roku w bitwie koło przylądka Matapan Regia Marina utraciła trzy krążowniki ciężkie. Włosi odpowiadali atakami sił dywersyjnych skupionych w Xª MAS. 26 marca 1941 roku poważnie uszkodzili motorówkami wybuchowymi krążownik HMS „York”, zaś 19 grudnia tegoż roku załogi żywych torped przeprowadziły udany atak na port w Aleksandrii, uszkadzając dwa brytyjskie pancerniki.
Dużą rolę w zmaganiach na Morzu Śródziemnym odegrała obrona Malty. Stanowiąca bazę morską i lotniczą Wielkiej Brytanii wyspa leżała na drodze szlaków komunikacyjnych z Gibraltaru do Egiptu oraz z Włoch do Afryki Północnej. Stąd próby osłabienia jej obrony przez lotnictwo włoskie i niemieckie oraz nieustanne próby przeprowadzania konwojów z zaopatrzeniem przez Brytyjczyków. Do planowanej przez państwa Osi inwazji na Maltę w 1942 roku ostatecznie nie doszło. W niezwykle ciężkiej sytuacji materiałowej obrońców wyspy pomóc miały operacje konwojowe, z których największe: Harpoon i Pedestal przyniosły aliantom duże straty zadane przez siły morskie i lotnicze. Pod koniec roku alianckie naloty na porty włoskie oraz poważny kryzys paliwowy, który dotknął Regia Marina spowodowały, że większość ciężkich okrętów została wycofana na północ a inicjatywa na morzu pozostała po stronie sprzymierzonych już do końca działań wojennych.

## Udział wojsk włoskich w działaniach na innych frontach II wojny światowej

### Bitwa o Anglię
Po upadku Francji Mussolini zaproponował Hitlerowi współudział wojsk włoskich w planowanej inwazji na Wielką Brytanię. Ostatecznie w bitwie o Anglię uczestniczyły jedynie jednostki lotnictwa, zgrupowane w Corpo Aereo Italiano. Bazowały one na czterech lotniskach na terenie podbitej Belgii, z kwaterą główną w Brukseli. Korpus został sformowany 10 września 1940 roku a pierwsze loty bojowe po przebazowaniu na front wykonał w nocy z 24 na 25 października. Używając niewielkiej liczby przestarzałych samolotów włoscy lotnicy mogli zaznaczyć swój udział w walce jedynie symbolicznie i ostatecznie zostali wycofani do Włoch przed 15 kwietnia 1941 roku.

### Front wschodni
Po zaatakowaniu Związku Radzieckiego przez III Rzeszę 22 czerwca 1941 roku, Mussolini zdecydował się również wziąć udział w wojnie na froncie wschodnim. Pierwsze oddziały strzelców alpejskich znalazły się w rejonie walk 26 czerwca. 10 lipca powstał Corpo di Spedizione Italiano in Russia (C.S.I.R.), którego oddziały docierały na front w lipcu i sierpniu. Pod koniec roku jego siły wyniosły około 60 000 żołnierzy zgrupowanych w trzech dywizjach i komponencie lotniczym, walczących w rejonie Doniecka. Na przełomie 1941 i 1942 roku Mussolini postanowił, wbrew opinii dowódcy C.S.I.R., generała Giovanni Messe, o wysłaniu na front wschodni dodatkowych siedmiu dywizji, przekształcając korpus w 8. Armię włoską, wchodzącą w skład Grupy Armii B w jej ofensywie w kierunku Stalingradu. 8. Armia została rozbita pod koniec 1942 roku w trakcie radzieckiej operacji Uran, mającej na celu okrążenie wojsk Osi w rejonie Stalingradu i do lutego 1943 roku jej resztki zostały odesłane do Włoch celem uzupełnień i przeformowania.

## Kampania włoska 1943–1945

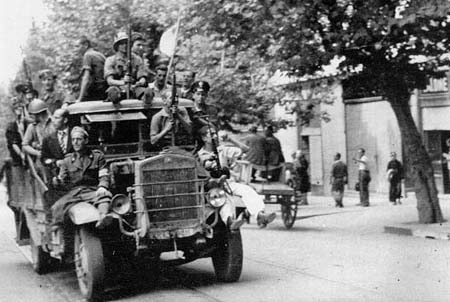
Włoscy partyzanci w Neapolu, wrzesień 1943

Po zwycięskim zakończeniu walk w Afryce Północnej sprzymierzeni zamierzali pozostać nadal stroną atakującą na obszarze śródziemnomorskim. Jako następny etap działań wybrane zostały Włochy, a pierwszym posunięciem miał być desant na Sycylii. 10 lipca 1943 roku nastąpił desant morski 7. Armii amerykańskiej i 8. Armii brytyjskiej, wspartych lądowaniem spadochroniarzy. Wyspy broniło początkowo 12 dywizji: dziesięć włoskich, z tego sześć drugoliniowych, sformowanych z rezerwistów i dwie niemieckie. Po przełamaniu słabej obrony nadbrzeżnej wojska alianckie posuwały się w głąb terenu, napotykając głównie opór wojsk niemieckich, których kontyngent na Sycylii stale się zwiększał. Operujące na zachodzie wyspy wojska amerykańskie zdobyły 22 lipca Palermo, ale cała Sycylia została opanowana dopiero 17 sierpnia, po ewakuacji Niemców z Messyny.
Niepowodzenia wojenne nie pozostały bez wpływu na sytuację społeczną i polityczną Włoch. Narastało niezadowolenie ludności, wyrażające się w protestach i strajkach, w partii faszystowskiej tworzyła się opozycja wobec Mussoliniego, mająca poparcie Wiktora Emanuela III. 19 lipca 1943 roku Hitler i Mussolini odbyli konferencję w Feltre, na której Włosi bezskutecznie próbowali uzyskać zwiększenie pomocy niemieckiej. Zbiegła się ona w czasie z największym z dotychczasowych nalotów alianckich na Rzym. To wszystko spowodowało, że na posiedzeniu Wielkiej Rady Faszystowskiej w nocy 25 lipca zdecydowano o odsunięciu Mussoliniego od władzy. Tego samego dnia król pozbawił go stanowiska premiera i nakazał internowanie, mianując na to miejsce marszałka Pietro Badoglio.
Nowy rząd ogłosił oficjalnie, że podtrzymuje sojusz z III Rzeszą, ale potajemnie rozpoczął rozmowy z aliantami, dotyczące wycofania Włoch z wojny. Toczyły się one początkowo za pośrednictwem Watykanu, następnie w Tangerze i Lizbonie. Ostatecznie zawieszenie broni zostało zawarte w Cassibile na Sycylii 3 września 1943 roku, a podpisy pod dokumentem złożyli generałowie Giuseppe Castellani ze strony włoskiej oraz Walter Bedell Smith jako przedstawiciel sprzymierzonych. Wejście w życie postanowień rozejmowych ustalono na 8 września i wtedy też zostały podane do publicznej wiadomości.
Tymczasem wojska alianckie wylądowały na półwyspie Apenińskim: 3 września pod Reggio di Calabria (operacja Baytown), zaś 9 września pod Salerno (operacja Avalanche). Niemcy zareagowali na kapitulację sojusznika zajęciem całego kraju oraz wzięciem do niewoli jednostek armii włoskiej na terenach okupowanych: we Francji, na Bałkanach i wyspach Morza Egejskiego. Walki w Rzymie toczyły się do 10 września, wcześniej król i rząd opuścili stolicę i oddali się pod opiekę aliantów w Brindisi. Jedynie niemal cała flota włoska, z wyjątkiem zatopionego przez samoloty Luftwaffe pancernika „Roma”, oddała się pod kontrolę sprzymierzonych na Malcie.

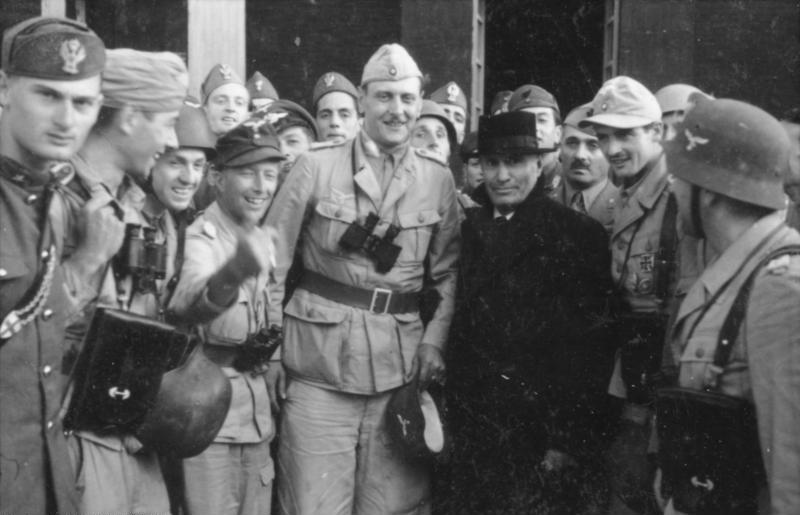
Mussolini w otoczeniu niemieckich spadochroniarzy w chwilę po uwolnieniu

12 września 1943 roku, w śmiałej akcji niemieckich sił specjalnych, Benito Mussolini został uwolniony z miejsca odosobnienia na górze Gran Sasso. Wkrótce odtworzył na północy Włoch partię faszystowską, a od 1 grudnia 1943 roku stanął na czele Włoskiej Republiki Socjalnej z siedzibą w Salò nad Jeziorem Garda. Jego władza była tylko teoretyczna, ponieważ całe zajęte przez wojska niemieckie Włochy były poddane kontroli urzędników i wojskowych III Rzeszy.
Również sprzymierzeni w południowej części kraju stworzyli własną administrację wojskową i traktowali Włochy jako pokonanego sojusznika Niemiec. 29 września 1943 roku marszałek Badoglio podpisał na Malcie akt bezwarunkowej kapitulacji Włoch, zaś 13 października król Wiktor Emanuel III ogłosił wypowiedzenie wojny Niemcom i Japonii. Pomimo to Włochy nie były traktowane jako równorzędny sojusznik a armia była formowana bardzo powoli. Chętniej wykorzystywane były do operacji eskortowych i patrolowych lekkie jednostki marynarki wojennej oraz lotnictwo, które przejęło funkcję zaopatrywania oddziałów partyzanckich na Bałkanach i w północnych Włoszech. Front włoski był jednak, w obliczu przygotowań do lądowania we Francji, traktowany jako drugorzędny i postępy wojsk alianckich były niewielkie. Niemcy umocnili się na linii Gustawa, która została przełamana dopiero w maju 1944 roku pod Monte Cassino. Rzym został zdobyty 4 czerwca, zaś Florencja na początku sierpnia. Później, aż do wiosny 1945 roku, front ustabilizował się na linii Gotów.
Po zdobyciu Rzymu ze stanowiska premiera ustąpił marszałek Badoglio, zastąpiony przez Ivanoe Bonomiego, który stworzył rząd koalicyjny i usiłował uporządkować władzę państwową. Tymczasem na północy Włoch, pod okupacją niemiecką i rządami Mussoliniego, rozwijał się ruch oporu, w znacznej części znajdujący się pod wpływami lewicy. 9 kwietnia 1945 roku wojska sprzymierzonych rozpoczęły ofensywą wiosenną w kierunku doliny Padu, doprowadzając do bezwarunkowej kapitulacji Niemców 28 kwietnia (weszła w życie 2 maja). Z aliantami współdziałali partyzanci włoscy, którzy samodzielnie wyzwolili Mediolan, Genuę i Turyn oraz 27 kwietnia zatrzymali uciekającego do III Rzeszy Mussoliniego, rozstrzelanego następnego dnia.

## Zakończenie wojny i jej skutki dla Włoch
II wojna światowa w Europie zakończyła się kapitulacją III Rzeszy 8 maja 1945 roku. Włochy były zniszczone długotrwałymi walkami, straciły około 500 000 obywateli zabitych i zaginionych. W czerwcu 1945 roku Ivanoe Bonomi został zastąpiony na stanowisku premiera przez Ferruccio Parriego, którego rząd upadł w grudniu, zaś kolejny utworzył przedstawiciel chadecji Alcide De Gasperi. 9 maja 1946 roku Wiktor Emanuel III zrzekł się tronu na rzecz swojego syna, Humberta II, ale monarchia włoska została zlikwidowana po referendum konstytucyjnym z 2 czerwca 1946 roku, w którym większość głosujących opowiedziała się za republiką.
Traktat pokojowy pomiędzy Włochami a państwami sprzymierzonymi został podpisany w Paryżu 10 lutego 1947 roku. Na jego mocy Włochy utraciły Dalmację i znaczną część półwyspu Istria na rzecz Jugosławii, wyspy Morza Egejskiego na korzyść Grecji oraz wszystkie kolonie w Afryce. Także Francja otrzymała niewielkie koncesje terytorialne na wspólnej granicy. Ponadto Włochy musiały zapłacić odszkodowania Jugosławii, Etiopii, Albanii, Grecji i Związkowi Radzieckiemu.

## Włoskie siły zbrojne
Planując zbrojne podboje faszystowskie Włochy rozwijały produkcję na potrzeby wojska. Wydatki zbrojeniowe systematycznie rosły: z 4635 milionów lirów w 1935 roku do 8329 milionów lirów w roku 1940. Specyfiką Włoch było przeznaczanie stosunkowo dużego odsetka wydatków na wzmacnianie marynarki wojennej i lotnictwa, przy niedofinansowaniu armii, co wynikało w dużej mierze z położenia i ukształtowania granic państwa.
Po wybuchu II wojny światowej nasiliły się trudności materiałowe włoskiego przemysłu. Jednak pomimo to produkcja na potrzeby armii wciąż rosła: w latach 1939–1944 wyprodukowano we Włoszech np. ponad 2 370 000 sztuk broni strzeleckiej, 92 664 samochodów, około 33 500 ciężarówek, 3978 pojazdów pancernych i około 12 800 samolotów wojskowych.

### Wojska lądowe
10 czerwca 1940 roku w skład wojsk lądowych (Regio Esercito) wchodziło 56 dywizji piechoty (z tego 3 dostosowane do transportu samochodowego), 5 dywizji alpejskich, 2 dywizje pancerne (trzecia była w trakcie formowania), 2 zmotoryzowane i 3 szybkie (kawalerii). Armia stacjonująca w Libii wzmocniona była dwoma dywizjami kolonialnymi i trzema Czarnych Koszul, jednostki tubylcze uzupełniały też siły w Afryce Wschodniej. Stopień wyposażenia w broń pancerną i motoryzacji armii lądowej był wyraźnie niższy niż w III Rzeszy lub u przyszłych przeciwników, uzbrojenie strzeleckie i artyleria pochodziły często jeszcze z I wojny światowej. Czołgi były zbyt słabo uzbrojone i opancerzone w porównaniu z zagranicznymi odpowiednikami, miały również gorsze właściwości jezdne. Braki sprzętowe były powodem, że zdolności mobilizacyjne Włoch nigdy nie zostały w pełni wykorzystane, pomimo żądań Mussoliniego i wszelkich wysiłków czynionych w tym kierunku. Dodatkowo niedostatek rąk do pracy w przemyśle i rolnictwie spowodował demobilizację około 600 000 żołnierzy w październiku 1940 roku, po ustabilizowaniu się frontu w Afryce Północnej.
W 1941 roku ukończono szkolenie pierwszej włoskiej dywizji powietrznodesantowej. Przeznaczona do inwazji na Maltę, została ostatecznie użyta na froncie afrykańskim i rozbita pod El-Alamein. Kolejną dywizję dostosowaną do transportu lotniczego sformowano we Włoszech w latach 1942–1943, a trzecia w momencie kapitulacji była w trakcie organizacji.

### Lotnictwo
Włoskie plany dotyczące użycia lotnictwa na froncie znajdowały się pod wpływem doktryny Douheta, mówiącej o konieczności uzyskania dominacji w powietrzu dla osiągnięcia zwycięstwa. Jej interpretacja we Włoszech (wspierana przez Mussoliniego i marszałka lotnictwa Italo Balbo) doprowadziła do zaniedbania rozwoju lotnictwa myśliwskiego na rzecz formacji bombowców i samolotów wsparcia pola walki. Jak wszystkie rodzaje włoskich sił zbrojnych, Regia Aeronautica nie była przygotowana do długotrwałych działań wojennych, a przemysł lotniczy do przestawienia produkcji na pokrycie strat bojowych. Wkrótce dołączył do tego kryzys materiałowy i paliwowy.
W chwili przystąpienia do działań wojennych 6 czerwca 1940 roku włoskie lotnictwo wojskowe dysponowało w dużej części przestarzałymi samolotami bojowymi, odpowiadającymi standardom z początku lat 30. XX wieku. Na stanie Regia Aeronautica znajdowało się 3876 samolotów: 1330 myśliwskich, 1688 bombowych, 749 rozpoznawczych oraz 109 wodnosamolotów i łodzi latających Były one rozlokowane we Włoszech, Albanii, Afryce Północnej i Wschodniej oraz na wyspach Morza Egejskiego.
W czasie wojny włoskie lotnictwo brało udział w kampanii francuskiej, wojnie w Afryce, na Bałkanach i Morzu Śródziemnym, bitwie o Anglię i walkach C.S.I.R. na froncie wschodnim. Po zawieszeniu broni włoscy piloci walczyli po obu stronach frontu: jako Aviazione Cobelligerante Italiana u boku sprzymierzonych i wraz z lotnikami Luftwaffe w lotnictwie Włoskiej Republiki Socjalnej.

### Marynarka wojenna
W dniu przystąpienia do wojny Regia Marina dysponowała czterema starymi, ale zmodernizowanymi pancernikami, siedmioma ciężkimi oraz piętnastoma lekkimi krążownikami. Siły lekkie reprezentowało 59 niszczycieli, 68 torpedowców, 121 okrętów podwodnych i mniejsze jednostki. Wkrótce do floty dołączyły dwa nowo zbudowane pancerniki typu Littorio a w budowie były dwa następne. Większość okrętów stacjonowała w portach Włoch, z główną bazą w Tarencie.
W porównaniu z pozostałymi rodzajami wojsk włoskich, marynarka wojenna była wyposażona w najnowocześniejszy sprzęt. Pomimo to ustępowała Royal Navy w zaawansowaniu technologicznym, brak było zaawansowanych środków wykrywania (radar) i łączności. Szczególnie dotkliwy był brak organicznego lotnictwa marynarki, którego rozwój został zahamowany przeświadczeniem Mussoliniego, że na ograniczonym obszarze Morza Śródziemnego wystarczające będzie lotnictwo bazujące na lądzie. Tymczasem współpraca pomiędzy flotą a lotnictwem była niedoskonała, włoscy piloci nie byli przeszkoleni w zakresie lotów nad morzem i rozpoznawania okrętów (zdarzały się przypadki bombardowania własnych jednostek). Na to wszystko nałożył się brak paliwa i błędy sztabowców włoskich, planujących operacje morskie w stylu działań I wojny światowej, przewidujących walną bitwę flot decydującą o zwycięstwie w wojnie morskiej. Tymczasem kampania na Morzu Śródziemnym przekształciła się w szereg drobnych potyczek związanych najczęściej z osłoną operacji konwojowych.
Włoska flota podwodna, będąca w chwili wybuchu wojny drugą co do wielkości na świecie (po Związku Radzieckim) dysponowała okrętami o słabych właściwościach bojowych. Ich największymi wadami była zła manewrowość w zanurzeniu, wadliwy napęd i przestarzałe przeliczniki danych do strzału torpedowego. Z powodu dużej przejrzystości wód Morze Śródziemne stanowi trudny do działania dla okrętów podwodnych akwen, co przy niewielkiej ilości dostępnych celów i złej taktyce działania zdecydowało o słabej skuteczności włoskiej broni podwodnej (trzeba zauważyć, że włoskie okręty podwodne działające na Atlantyku odnosiły większe sukcesy).
Straty Regia Marina w czasie wojny wyniosły 2 pancerniki („Conte di Cavour” poważnie uszkodzony w ataku na Tarent i nigdy nie naprawiony oraz „Roma”, zatopiona niemieckimi bombami kierowanymi już po kapitulacji Włoch), 9 krążowników, 26 niszczycieli, 25 torpedowców, 56 okrętów podwodnych oraz mniejsze jednostki. Straty alianckie poniesione w wyniku działań włoskich okrętów i samolotów wyniosły 155 jednostek wojennych i handlowych.